# 垃圾博物館
垃圾博物館（英語：Garbage Museum）是位於美國康乃狄克州斯特拉特福德的一座以垃圾為主題的博物館，於1994年由19個地方市政府（組成西南康乃狄克州回收委員會）提供資金建成並開業，由康乃狄克州資源回收局（CRRA）負責管理，2011年8月25日因資金問題而關閉至今。

## 歷史
1994年，垃圾博物館耗資500萬美元於康乃狄克州斯特拉特福德建成並免費開放，建設資金由19個地方市政府組成的西南康乃狄克州回收委員會提供，博物館展示了回收垃圾的過程，讓參觀人員瞭解垃圾分類處理的過程及可回收物品分類後運送到處理廠再製作成再生產品中的流程。博物館由康乃狄克州資源回收局負責管理、監督和運營，資金來源為合作回收場的資源回收金。
2009年，由於博物館與合作回收廠的合約到期，造成財務狀況變得不穩定，為解決財務問題，博物館開始進行募款活動並收取2美元的入館門票，美國國家稅務局也裁定對博物館的捐款不須繳稅，以增加捐款機會。當地的東哈文高中學生還為此製作了一部關於垃圾博物館的紀錄短片，該片也短暫引起一些國際關注。
博物館最終於2011年關閉，關閉前的運營預算為341,000美元，用於購買人員裝備、教育活動及館內的設施維護，當地政府也在7月批准將每噸垃圾的部分回收金撥款給博物館。8月25日，康乃狄克州資源回收局在會議中投票將垃圾博物館立即關閉。2013年，康乃狄克州參議員凱文·凱利提出重新開放博物館的法案，但該案並未獲得支持。2014年4月，康乃狄克州議會批准一項為博物館籌措資金的措施，允許康乃狄克州能源和環境保護局使用市政小額基金（Municipal Tipping Fee Fund）向康乃狄克州資源回收局提供最高10萬美元的捐款。

## 展覽
垃圾博物館的目標是為了讓遊客了解正確的垃圾分類過程及明白物質資源的可貴以停止浪費，博物館中心主任曾說「我們製作的展覽品鼓勵兒童們探索嚴重的環境問題，並以有趣的方式產生永久的影響，使他們能夠對環境負起責任。」2004年，博物館開放一個展示垃圾發電過程的新展覽，展覽過程由垃圾從垃圾桶轉移到垃圾車，再將垃圾送往發電廠並產生能量後，用來開啟和關閉模擬橋梁。
博物館最受歡迎的展覽是位於館內的一隻長7.3公尺、高3.7公尺的恐龍Trash-o-saurus，它是由一位賓夕法尼亞州的藝術家Leo Sewell使用1噸的垃圾所組成，垃圾包含手機零件、廢棄車牌等物品，恐龍代表了康乃狄克州每年丟棄的垃圾及可回收物的平均數量，並以回收的重要性為展覽重點。2011年4月，博物館舉辦生日派對以慶祝Trash-o-saurus的16歲生日。